# Templer von Tyrus
Der Templer von Tyrus (französisch Le Templier de Tyre; † nach 1314) war ein anonymer Ritter des Templerordens und Chronist im späten 13. und frühen 14. Jahrhundert.
Über seine Person ist wenig bekannt. Er stammte aber aller Wahrscheinlichkeit nach aus Zypern, da er als valé (Diener, Page) im Dienst der Margarete von Antiochia-Lusignan stand, der Schwester König Hugos III. von Zypern, als diese 1269 Johann von Montfort heiratete. Die nächsten Jahre verbrachte er am Hof des Herrn von Tyrus, bevor er um das Jahr 1283 in den Templerorden eintrat. Er avancierte zum Sekretär des Großmeisters Guillaume de Beaujeu, für den er 1290 die Korrespondenz mit dem Sultan al-Aschraf Chalil aus dem Arabischen in das Französische übersetzte. Im Jahr 1291 nahm er an der erfolglosen Verteidigung von Akkon teil und kämpfte dabei am 18. Mai an der Seite des Großmeisters, der an jenem Tag fiel. Neben dem Brief des Großmeisters der Hospitaliter, Jean de Villiers, sollte der Templer von Tyrus auf christlicher Seite einen der beiden überlieferten Augenzeugenberichte für den Kampf um Akkon hinterlassen. Im Gefolge des Thibaud Gaudin floh er nach dem Fall von Akkon nach Sidon und nachdem dieses am 28. Mai ebenfalls aufgegeben werden musste nach Zypern.
Auf der Insel verbrachte der Templer die restlichen Jahre seines Lebens. Hier begann er nach 1300 mit der Abhandlung seiner Chronik, deren Name nicht bekannt ist, weshalb sie einfach „Chronik des Templers von Tyrus“ genannt wird. In Altfranzösisch beschrieb er die Geschichte der Kreuzfahrerstaaten beginnend in den 1230er Jahren bis zum Jahr 1309, allerdings machte er auch Anmerkungen zu Ereignissen die bis in das Jahr 1314 hineinreichen. Sein Originalmanuskript ist nicht mehr erhalten, allerdings wurde es 1343 im zypriotischen Kyrenia von dem médecin (Medicus) Jean le Miege vollständig kopiert. Die Chronik des Templers wurde in der später zusammengestellten Gestes des Chiprois (Taten der Zyprioten) als deren dritter und auch längster Teil eingebunden.